# Most–Híd 2023
Most–Híd 2023 (Eigenschreibweise: MOST - HÍD 2023) ist eine slowakische Kleinpartei, welche 2004 unter dem Namen Strana regiónov Slovenska gegründet wurde. 2011 wurde sie in Strana živnostníkov Slovenska und 2013 in Maďarská kresťanskodemokratická aliancia – Magyar Kereszténydemokrata Szövetség oder kurz MKDA–MKDSZ umbenannt. Nach der Übernahme der Partei durch László Sólymos erhielt sie in Anlehnung an die ehemalige Partei Most–Híd ihren aktuellen Namen.

## Geschichte

### 2004–2013: Anfänge
Nachdem sich seine bisherige Partei die Strana občianskeho porozumenia 2003 der Smer anschloss, entschied sich Róbert Glück, welcher als Mitarbeiter für Rudolf Schuster gearbeitet hat, gegen einen Eintritt in die Smer und gegründete 2004 mit der Strana regiónov Slovenska seine eigene Partei. Im Register politických strán a politických hnutí (deutsch: „Register politischer Parteien und politischer Bewegungen“) wurde die Partei am 14. Juni 2004 registriert und am 27. November 2004 wurde Róbert Glück offiziell Parteivorsitzender. Nach seinem Tod im Jahr 2005 nahm die Partei 2006 an der Kommunalwahl in der Slowakei teil und fand am 9. Mai 2007 mit dem Sportfunktionär Vladimír Ponický einen neuen Vorsitzenden. Bis zu diesem Zeitpunkt wurde im Register politischer Parteien und politischer Bewegungen trotz seines Todes noch Róbert Glück als Parteivorsitzender geführt.
Nachdem die Partei bereits im Juni 2011 in Strana živnostníkov Slovenska umbenannt wurde, übernahm Vladimír Krivjaník am 30. August 2011 den Vorsitz der Partei. Unter seiner Führung nahm die Partei an der Nationalratswahl 2012. Bei der Wahl erhielt man 3.963 Stimmen, was 0,15 Prozent entspricht. Damit verpasste man klar den Einzug in den Nationalrat.

### 2013–2023: MKDA–MKDSZ
Im Oktober 2012 formierte sich eine Gruppe um den slowakischen Historiker Csaba Fehér, welche eine neue Partei für die ungarische Minderheit in der Slowakei gründen wollten. Nachdem man bis März 2023 mit 5.000 Unterschriften nur die Hälfte der notwendigen Unterschriften sammeln konnte und damit das gesteckte Ziel verpasste, entschied sich die Gruppe, die bisherige Partei Strana živnostníkov Slovenska zu übernehmen. In der Folge wurde die Partei im Mai 2013 in Maďarská kresťanskodemokratická aliancia – Magyar Kereszténydemokrata Szövetség oder kurz MKDA–MKDSZ umbenannt und am 9. Oktober 2013 wurde Csaba Fehér neuer Vorsitzender der Partei.
Unter dem neuen Namen traten sie drei Jahre später bei der Nationalratswahl 2016 mit einer eigenen Liste an. Dabei besetzte man 110 von den möglichen 150 Plätzen und der Parteivorsitzende Csaba Fehér fungierte als Spitzenkandidat der Partei. Bei der Wahl erhielt man nur 2.426 Stimmen, was 0,09 Prozent entspricht. Damit scheiterte man klar am Einzug in den Nationalrat. Vor der Nationalratswahl 2020 ging die Partei gemeinsam mit anderen Parteien der ungarische Minderheit in der Slowakei eine Listenvereinigung mit Most–Híd ein. Dadurch kandidierte unter anderem der Parteivorsitzende Csaba Fehér auf der 10. Position der Kandidatenliste von Most–Híd. Trotz der Bündelung der Kräfte verpassten die ungarischen Parteien mit ihrem Spitzenkandidaten Árpád Érsek mit 2,05 Prozent der Stimmen den Einzug in den Nationalrat.

### Seit 2023: Most–Híd 2023
Unter dem neuen Parteivorsitzenden László Sólymos entschied sich die Partei Most–Híd die Bildung einer Großpartei für die ungarische Minderheit in der Slowakei zu unterstützen. In der Folge wurde Most–Híd 2021 aufgelöst und die Parteimitglieder traten in die Partei Szövetség – Aliancia ein. Aufgrund der Aufstellung des ehemaligen OĽaNO-Politikers György Gyimesi für die Nationalratswahl 2023 kam es innerhalb von Szövetség – Aliancia zu einem großen Konflikt, welcher mit dem Austritt der Plattform Most–Híd um László Sólymos aus der Partei endete. In der Folge schlossen sich die ausgetretenen Personen der bisherigen Partei MKDA–MKDSZ an und änderten den Namen im Mai 2023 in Anlehnung an die ehemalige Partei in Most–Híd 2023. Am 29. Mai 2023 übernahm zudem László Sólymos von Csaba Fehér den Parteivorsitz.
In Hinblick auf die vorgezogene Nationalratswahl 2023 ging die Partei eine Kooperation mit der neugegründeten Partei Modrí - Európske Slovensko vom ehemaligen Ministerpräsidenten Mikuláš Dzurinda ein. In der Folge benannte sich die Partei von Mikuláš Dzurinda, um als Wahlpartei auftreten zu können, in Modrí, Most – Híd um. Während Mikuláš Dzurinda bei der Nationalratswahl als Spitzenkandidat fungiert, kandidiert der Parteivorsitzende von Most–Híd 2023, László Sólymos, auf Platz 2 der Kandidatenliste der Partei.